# Der Tod in Flandern
Der Tod in Flandern (auch Flandern in Not, Flandrischer Totentanz, oder Der Tod reit’t auf einem kohlschwarzen Rappen) ist ein Anfang des 20. Jahrhunderts entstandenes Fahrtenlied.

## Entstehungsgeschichte

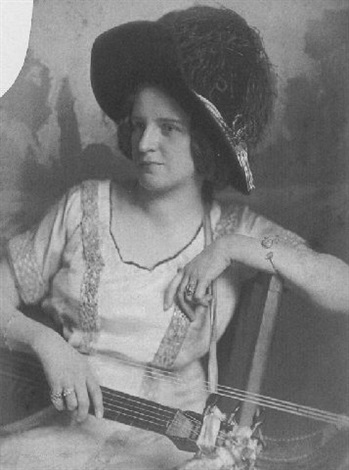
Elsa Laura von Wolzogen mit ihrer Laute, um 1923

Das Lied erschien erstmals im Jahr 1916 als Vlaamse dodendans mit einem niederländischen Text von L. van de Lende.
Er griff das Blutvergießen der Flandernschlacht und der Kämpfe um Langemarck und Ypern im November 1914 auf. 
Die Melodie geht auf ein „rheinisches Toten-“ oder „Nonnentanzlied“ aus dem 15. Jahrhundert zurück.
Die Herkunft der deutschsprachigen Variante ist nicht ohne weiteres auszumachen. Zugeschrieben wird sie Elsa Laura von Wolzogen, die vor und während des Ersten Weltkrieges ältere und jüngere Lieder aus Deutschland und anderen europäischen Ländern sammelte und das Lied 1917 im siebten Band ihrer Lieder zur Laute erstmals veröffentlichte. Diese Serie erschien bei Friedrich Hofmeister in Leipzig, dem Verlag des Zupfgeigenhansls, wodurch das Lied in der Jugendbewegung, dem Wandervogel, rasche Verbreitung fand.

## Form
Die Form ist schlicht: Vierzeiler mit Paarreim und Refrain. Der Text nimmt Bezug auf Apokalyptische Reiter, wie sie die Johannesoffenbarung beschreibt. In seinen Bildern – dem Landsknecht, dem Mädchen, dem Tod als Tänzer und Reiter – erinnert er an die mittelalterlichen Totentänze. Einzelne Wendungen haben volksliedhafte Züge. Für Paul Celan, der das Lied sehr schätzte, hatte 1945 der immer wiederkehrende Vers „gestorben muß sein“ jenen tragischen Fatalismus, aus dem heraus die Shoa begreifbar werde.

## Rezeption nach dem Ersten Weltkrieg
Nach dem Ersten Weltkrieg wurde das Lied, wie viele andere aus der Wandervogelbewegung, von unterschiedlichen Jugendbewegungen wie der bündischen Jugend übernommen. Es wurde in Deutschland fast so populär wie In Flanders Fields in England.
Im Nationalsozialismus wurde es als Kampflied instrumentalisiert; es fand Eingang in die Liederbücher der Hitlerjugend und auch der SS.